# 印度金丝燕
印度金丝燕（学名：Aerodramus unicolor）是雨燕科的一种小型金丝燕。常在斯里兰卡和印度西南地区的山区成群繁育。
其种加词unicolor意为“单色的”。
印度金丝燕筑巢于立面，常见于洞穴中。鸟巢白而锃亮，呈半碗状，由雄鸟用其粘稠的唾液建成。每窝下两蛋。其相对无味的鸟巢常被人类采集，并与鸡肉、香料和其他调味品混合制成传统食物燕窝粥。
印度金丝燕体长12厘米，上半身羽毛主要为深棕色，下半身为浅棕色。双翼呈新月形或回力镖式的后掠状。身体修长，尾羽短小且呈轻微锯齿状。
双性成鸟与幼鸟毛色相似。由于雨燕从不自主落地站立，印度金丝燕极短的双腿仅用于攀附立面。
印度金丝燕在空中度过一生的大部分时间，通过捕食空中的昆虫和饮取翅膀间的积水过活。

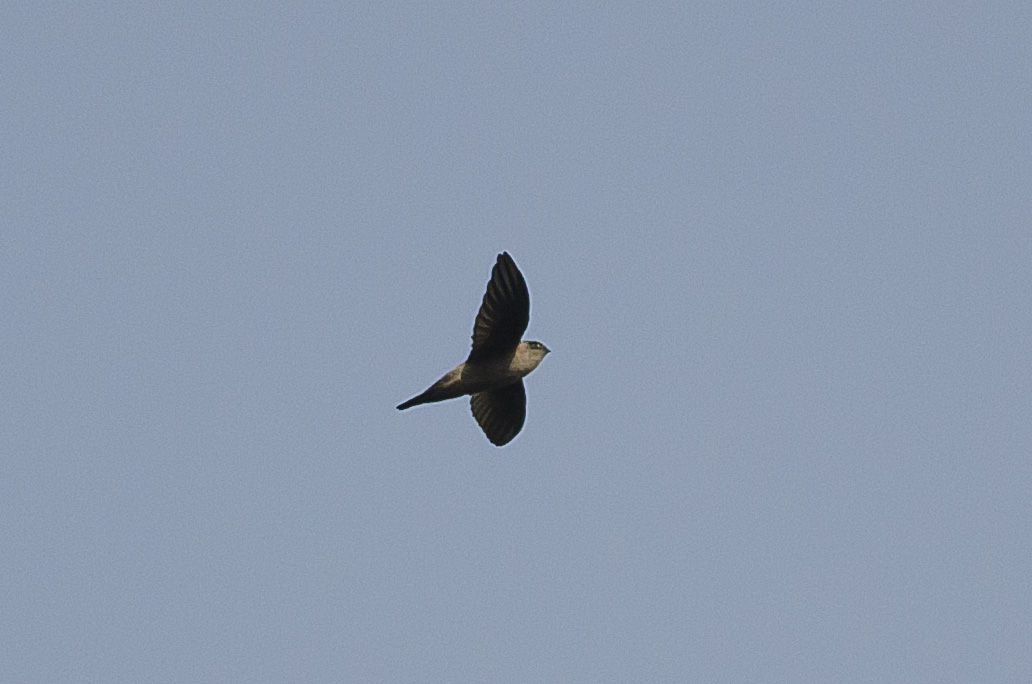
印度喀拉拉邦Thattekad鸟类保护区的印度金丝燕